# Fatemeh Naghavi
Fatemeh Naghavi es una actriz iraní.
Es conocida por su papel en The Circle. Sus películas son Dayereh, Nasl-e sookhte, Mosaferan, Do film ba yek belit, Gonge Khab Dideh y Devil's Ship.